# Маша Сеничић
Маша Сеничић (Београд, 1990) српски је књижевник, драматург и новинар.

## Биографија
Дипломирала је драматургију и мастерирала теорију драмских уметности и медија на Факултету драмских уметности у Београду.
Пише драме, поезију, есеје, новинске и академске текстове. Водила је и уређивала више трибина, разговора и публикација.
Коселекторка је програма „Храбри Балкан” на Фестивалу ауторског филма, програмска директорка удружења „Филмкултура”.
Поезија и проза су јој објављене у више локалним, регионалним и међународним књижевним часописима, зборницима и антологијама.

## Награде
- Награда Млади Дис (2015)[6]
- Награда „Душан Васиљев” (2020)[7]

## Дела
Сценарија
- Момци, где сте (2011)
- Јутарње молитве (2013)
- Инкарнација (2016)

Књиге
- Океан (2015)[8][9]
- Повремана пoпут викенд-насеља (2019)[10][11]